# Будури
Будури (рум. Lacul Buduri) — невеличка солона лагуна з групи Тузловських лиманів. Розташована на північ від лиману Шагани, в районі села Кочкувате (стара назва села — Будури), Білгород-Дністровського району Одеської області. Відокремлена від лиману Шагани піщаною косою.
Озеро входить до складу Національного природного парку «Тузловські лимани».